# Javari
Javari (portugalsky Rio Javari, španělsky Río Javary) je řeka v Peru a v Brazílii (stát Amazonas). Na středním a dolním toku tvoří hranici mezi Peru a Brazílií. Je 1 056 km dlouhá.

## Průběh toku
Pramení v Peru v předhůří Peruánských And (La Montaña). Teče převážně po Amazonské nížině až do svého soutoku s Amazonkou. Je pravým přítokem Amazonky.

## Vodní režim
Zdrojem vody jsou převážně dešťové srážky. Nejvodnější je od prosince do dubna.

## Využití
Do vzdálenosti 500 km od ústí je možná lodní doprava pro menší lodě.